# Chu Bo
Chu Bo (chinesisch 储波; * Oktober 1944 in Tongcheng, Provinz Anhui) ist ein chinesischer Politiker der Kommunistischen Partei Chinas (KPCh), der unter anderem zwischen 1998 und 2001 Gouverneur der Provinz Hunan sowie von 2001 bis 2009 Sekretär des Parteikomitees der KPCh der Autonomen Region Innere Mongolei war.

## Leben
Chu Bo, Angehöriger des Han-Volkes, begann nach dem Schulbesuch 1962 ein Studium an der Fakultät für Wasserbau an der Tianjin-Universität, welches er 1967 beendete. 1969 wurde er Mitglied der KPCh und war zwischen 1975 und 1984 in Personalunion sowohl stellvertretender Direktor der Chemiefabrik in Yueyang als auch stellvertretender Sekretär des Parteikomitees dieser Fabrik. Anschließend fungierte er von 1984 bis 1986 als stellvertretender Sekretär sowie von 1987 bis 1991 als Sekretär des Parteikomitees der bezirksfreien Stadt Yueyang. In dieser war er auch Ehrenpräsident des Kaufleuteverbandes der Provinz Hunan sowie zwischen 1990 und 1991 kommissarischer Bürgermeister von Yueyang. 1990 wurde er Mitglied des Ständigen Ausschusses des Parteikomitees der KPCh der Provinz Hunan und fungierte zwischen 1991 und 1998 als Vizegouverneur dieser Provinz und damit als Stellvertreter der Gouverneure Chen Bangzhu (1991 bis 1995) beziehungsweise Yang Zhengwu (1995 bis 1998). Während dieser Zeit war er von 1993 bis 1994 geschäftsführender Vizegouverneur dieser Provinz sowie im Anschluss zwischen 1994 und 1991 stellvertretender Sekretär des Provinzkomitees der KPCh von Hunan und somit Stellvertreter der Parteisekretäre der Provinz Hunan, Wang Maolin (1994 bis 1998) beziehungsweise Yang Zhengwu (1998 bis 2001).
Chu wurde auf dem XV. Parteitag im September 1997 zum Kandidaten des Zentralkomitees (ZK der KPCh) gewählt und behielt diese Funktion bis September 2002. Er war ferner von 1998 bis 2003 in der neunten Legislaturperiode Deputierter des Nationalen Volkskongresses. Als Nachfolger von Yang Zhengwu wurde er im September 1998 zunächst kommissarischer Gouverneur sowie am 1. Februar 1999 Gouverneur der Provinz Hunan und bekleidete dieses Amt bis zum 16. August 2001, woraufhin Zhang Yunchuan seine Nachfolge antrat. Er wiederum löste am 4. Dezember 2001 Liu Mingzu als Sekretär des Parteikomitees der KPCh der Autonomen Region Innere Mongolei ab und verblieb in dieser Funktion bis zu seiner Ablösung durch Hu Chunhua am 30. November 2009. Er war von 2001 bis 2009 zugleich Mitglied des Ständigen Ausschusses des Regionalkomitees der KPCh der Inneren Mongolei. Auf dem XVI. Parteitag im September 2002 wurde er erstmals zum Mitglied des ZK der KPCh gewählr und gehörte diesem Führungsgremium nach seiner Wiederwahl auf dem XVII. Parteitag im September 2007 bis September 2012 an. Des Weiteren war er zwischen 2003 und 2010 Vorsitzender des Ständigen Ausschusses des Volkskongresses der Autonomen Region Innere Mongolei.
2009 wurde Chu Bo stellvertretender Vorsitzender des Finanz- und Wirtschaftsausschusses des Nationalen Volkskongresses und hatte diese Funktion bis 2014 inne. Zugleich gehörte er zwischen 2010 und 2013 dem Ständigen Ausschuss des Nationalen Volkskongresses, dem Parlamentspräsidium, als Mitglied an.

## Weblink
- Chu Bo (chinavitae.com) (Memento vom 18. September 2021 im Internet Archive)